# Песнь льда и огня
«Песнь льда и огня» (англ. A Song of Ice and Fire, другой вариант перевода — «Песнь льда и пламени») — серия фэнтези-романов американского писателя и сценариста Джорджа Р. Р. Мартина. Мартин начал писать эту серию в 1991 году. Изначально задуманная как трилогия, к настоящему моменту она разрослась до пяти опубликованных томов, и ещё два находятся в проекте. Автором также написаны повести-приквелы и серия повестей, представляющих собой выдержки из основных романов серии. Одна из таких повестей, «Кровь дракона», была удостоена Премии Хьюго. Три первых романа серии были награждены премией «Локус» за лучший роман фэнтези в 1997, 1999 и 2001 годах соответственно.
На апрель 2015 года общие продажи книг серии во всём мире превысили 60 миллионов экземпляров, они были переведены на 45 языков. Четвёртый и пятый тома достигали первого места в списке бестселлеров The New York Times.
Растущая популярность серии привела к тому, что телекомпания HBO приобрела права на экранизацию и начала создание телевизионной адаптации. Частью медиафраншизы стали также популярные настольные и ролевые игры, коллекции художественных работ, основанные на книгах. Французская компания-разработчик компьютерных игр Cyanide заключила договор с Мартином о создании серии игр по мотивам цикла; 29 сентября 2011 года состоялся релиз первой из них, стратегической «Игра престолов: Начало», созданной по мотивам серии, а 15 мая 2012 года вышла игра в жанре RPG под названием «Игра престолов».

## Сюжет
Действие «Песни льда и огня» происходит в вымышленном мире, напоминающем Европу Позднего Средневековья. В мире «Песни» лето и зима длятся годами; события книг охватывают несколько лет, на которые приходится конец долгого десятилетнего лета, осень и начало тяжёлой и неопределённо долгой зимы.
Ряд сюжетных линий связан с борьбой за Железный Трон — престол Семи Королевств Вестероса. После смерти в первой книге короля Роберта Баратеона разворачивается борьба за власть между влиятельными Домами и их вассалами — сначала в виде дворцовых интриг, потом в виде гражданской войны. Некоторые области страны (Север и Железные острова) откалываются, провозглашая себя независимыми государствами.
Важная сюжетная линия, в центре которой находится юноша Джон Сноу — бастард лорда Винтерфелла Эддарда Старка связана с событиями на крайнем севере Вестероса, где гигантская Стена ограждает южные королевства людей от диких земель по ту сторону стены, где живут племена одичалых. Здесь с концом лета появляются Иные — зловещие сверхъестественные существа, связанные с холодом и смертью.
Часть повествования протекает за пределами Вестероса — на восточном континенте Эссосе. Дейенерис Таргариен, последняя представительница династии Таргариенов, когда-то правившей Вестеросом, но свергнутой лордом Штормового Предела Робертом Баратеоном, пытается найти себе союзников, чтобы вернуть принадлежавший её предкам Железный Трон. Дейенерис становится хозяйкой последних трёх оставшихся в мире драконов, приобретает армию воинов-рабов и покоряет города на берегу Залива Работорговцев.

## Книги серии
К настоящему времени опубликовано пять романов из запланированных семи:
1. Игра престолов (1996);
2. Битва королей (1998);
3. Буря мечей (2000);
4. Пир стервятников (2005);
5. Танец с драконами (2011);
В русском издании выпущен в 2 томах:
  1. Танец с драконами. Грёзы и пыль;
  2. Танец с драконами. Искры над пеплом.
6. The Winds of Winter / Ветра зимы (рабочее название, книга в процессе написания)[6][7]
7. A Dream of Spring / Грёзы о весне (рабочее название)[8][9]

Кроме того, существует подцикл Повести о Дунке и Эгге (англ. Tales of Dunk and Egg, в издательстве АСТ книга вышла под названием «Рыцарь семи королевств» и включила в себя все три вышедшие к настоящему моменту повести данного подцикла), действие которого разворачивается в том же мире, но за 90 лет до событий эпопеи:
- Межевой рыцарь (1998);
- Верный меч (2003) (оф. перевод: Присяжный рыцарь);
- Таинственный рыцарь (оригинал The Mystery Knight) (март 2010);
- The She-Wolves of Winterfell / Винтерфелльские волчицы[10];
- The Village Hero / Деревенский герой[11].

Хроники мира ПЛИО
В начале 2013 года Мартин объявил, что написал ещё одну повесть-приквел, на этот раз не имеющую отношения к Дунку и Эггу и относящуюся ко временам Танца драконов — гражданской войны в Вестеросе, происходившей более чем за полтора века до событий эпопеи. Книги и рассказы цикла написаны от лица мейстеров в виде хроник от древнейших времён до истории менее далёкой. Все они появились в процессе работы над путеводителем «Мир льда и пламени». Так, повести «Принц-разбойник» и «Принцесса и королева» написаны лично Джорджем Мартином и опубликованы им в сборниках; сокращённая версия в пересказе представлена в путеводителе, а самая полная представлена в книге «Пламя и кровь». Эта предыстория мира ПЛИО вышла в 2018 году. В России книга вышла двумя томами: «Пламя и кровь. Кровь драконов» (20 ноября 2018, одновременно с мировой премьерой книги) и «Пламя и кровь. Пляска смерти» (январь 2019).
- The Princess and the Queen / Принцесса и королева[12][13]; 3 декабря 2013 — приквел.
- Rogues / Принц-разбойник, брат короля; 17 июня 2014 — приквел, часть книги «Пламя и Кровь».
- The world of Ice and Fire/ Мир льда и пламени; 28 октября 2014. — путеводитель.
- Fire & Blood / Пламя и кровь; 20.11.2018 — приквел, в России вышел двумя томами («Кровь драконов» и «Пляска смерти»).

В России книги продаются в двух основных изданиях: 2006 года (серия «Мастера фэнтези», издательство АСТ) и 2011 года (кино-обложки, издательство «Астрель»). Переиздаются большими тиражами ежегодно.

## Центральные персонажи
Центральными названы персонажи, от лица которых ведётся повествование в одной или нескольких главах книг саги. Второстепенные персонажи появляются в той или иной книге и могут играть в ней значительную роль, однако глав от их лица в этой книге нет.
| Игра престолов          | Битва королей            | Буря мечей              | Пир стервятников                                  | Танец с драконами                                                                                  | Ветра зимы              | Грёзы о весне |
| ----------------------- | ------------------------ | ----------------------- | ------------------------------------------------- | -------------------------------------------------------------------------------------------------- | ----------------------- | ------------- |
| Бран                    | Бран                     | Бран                    | —                                                 | Бран                                                                                               | Бран                    |               |
| Кейтилин                | Кейтилин                 | Кейтилин                | второстепенный персонаж                           | —                                                                                                  | второстепенный персонаж |               |
| Дейенерис               | Дейенерис                | Дейенерис               | —                                                 | Дейенерис                                                                                          | Дейенерис               |               |
| Эддард                  | мёртв                    | мёртв                   | мёртв                                             | мёртв                                                                                              | мёртв                   | мёртв         |
| Джон Сноу               | Джон                     | Джон                    | второстепенный персонаж                           | Джон                                                                                               | Джон Сноу / Джон Старк  |               |
| Арья                    | Арья                     | Арья                    | Арья (Кошка Кэт)                                  | Арья (Слепая девочка, Маленькая уродливая девочка)                                                 | Арья (Мерси)            |               |
| Тирион                  | Тирион                   | Тирион                  | —                                                 | Тирион                                                                                             | Тирион                  |               |
| Санса                   | Санса                    | Санса                   | Санса (Алейна)                                    | —                                                                                                  | Санса (Алейна)          |               |
| —                       | Давос                    | Давос                   | —                                                 | Давос                                                                                              | Давос                   |               |
| второстепенный персонаж | Теон                     | —                       | —                                                 | Теон (Вонючка, Принц Винтерфелла, Перевертыш, Призрак Винтерфелла)                                 | Теон                    |               |
| второстепенный персонаж | второстепенный персонаж  | Джейме                  | Джейме                                            | Джейме                                                                                             | Джейме                  |               |
| второстепенный персонаж | второстепенный персонаж  | Сэмвелл                 | Сэмвелл                                           | второстепенный персонаж                                                                            | Сэмвелл                 |               |
| —                       | —                        | —                       | Арео Хотах (Капитан Стражи)                       | Арео Хотах (Страж)                                                                                 | Арео Хотах              |               |
| второстепенный персонаж | второстепенный персонаж  | второстепенный персонаж | Серсея                                            | Серсея                                                                                             | Серсея                  |               |
| —                       | второстепенный персонаж  | второстепенный персонаж | Бриенна                                           | второстепенный персонаж                                                                            | Бриенна                 |               |
| —                       | второстепенный персонаж  | —                       | Аша (Дочь Кракена)                                | Аша (Своенравная невеста, Королевский трофей, Жертва)                                              | Аша                     |               |
| второстепенный персонаж | второстепенный персонаж  | —                       | Арис Окхарт (Падший рыцарь)                       | мёртв                                                                                              | мёртв                   | мёртв         |
| —                       | второстепенный персонаж  | —                       | Виктарион (Железный Капитан, Жнец)                | Виктарион (Железный жених)                                                                         | Виктарион               |               |
| —                       | второстепенный персонаж  | —                       | Эйерон (Пророк, Утопленник)                       | —                                                                                                  | Эйерон (Покинутый)      |               |
| —                       | —                        | —                       | Арианна (Делательница королев, Принцесса в Башне) | второстепенный персонаж                                                                            | Арианна                 |               |
| —                       | —                        | —                       | —                                                 | Квентин Мартелл (Слуга купца, Гонимый ветром, Неугодный жених, Укротитель драконов)                | мёртв                   | мёртв         |
| —                       | —                        | —                       | —                                                 | Джон «Гриф» Коннингтон (Погибший лорд, Возрожденный грифон)                                        | Джон «Гриф» Коннингтон  |               |
| —                       | второстепенный персонаж  | второстепенный персонаж | —                                                 | Мелисандра                                                                                         | Мелисандра              |               |
| второстепенный персонаж | второстепенный персонаж  | второстепенный персонаж | —                                                 | Барристан (Рыцарь Королевской гвардии, Отвергнутый рыцарь, Низвергатель королей, Десница королевы) | Барристан               |               |
| Уилл (Пролог)           | мёртв                    | мёртв                   | мёртв                                             | мёртв                                                                                              | мёртв                   | мёртв         |
| —                       | Мейстер Крессен (Пролог) | мёртв                   | мёртв                                             | мёртв                                                                                              | мёртв                   | мёртв         |
| второстепенный персонаж | второстепенный персонаж  | Четт (Пролог)           | мёртв                                             | мёртв                                                                                              | мёртв                   | мёртв         |
| второстепенный персонаж | —                        | Мерретт Фрей (Эпилог)   | мёртв                                             | мёртв                                                                                              | мёртв                   | мёртв         |
| —                       | —                        | —                       | Пэйт из Цитадели (Пролог)                         | мёртв                                                                                              | мёртв                   | мёртв         |
| —                       | —                        | второстепенный персонаж | —                                                 | Варамир Шестишкурый (Пролог)                                                                       | мёртв                   | мёртв         |
| второстепенный персонаж | второстепенный персонаж  | второстепенный персонаж | второстепенный персонаж                           | Киван (Эпилог)                                                                                     | мёртв                   | мёртв         |

| Центральный персонаж | Игра престолов | Битва королей | Буря мечей | Пир стервятников | Танец с драконами | Ветра зимы | Всего    |
| -------------------- | -------------- | ------------- | ---------- | ---------------- | ----------------- | ---------- | -------- |
| Бран Старк           | 7              | 7             | 4          | -                | 3                 | ≥1         | 21       |
| Кейтилин Старк       | 11             | 7             | 7          | -                | -                 | -          | 25       |
| Дейенерис Таргариен  | 10             | 5             | 6          | -                | 10                | ≥1         | 31       |
| Эддард (Нед) Старк   | 15             | -             | -          | -                | -                 | -          | 15       |
| Джон Сноу            | 9              | 8             | 12         | -                | 13                | ≥1         | 42       |
| Арья Старк           | 5              | 10            | 13         | 3                | 2                 | ≥1         | 33       |
| Тирион Ланнистер     | 9              | 15            | 11         | -                | 12                | ≥2         | 47       |
| Санса Старк          | 6              | 8             | 7          | 3                | -                 | ≥1         | 24       |
| Давос Сиворт         | -              | 3             | 6          | -                | 4                 | ≥1         | 13       |
| Теон Грейджой        | -              | 6             | -          | -                | 7                 | ≥1         | 13       |
| Джейме Ланнистер     | -              | -             | 9          | 7                | 1                 | ≥1         | 17       |
| Сэмвел Тарли         | -              | -             | 5          | 5                | -                 | ≥1         | 10       |
| Серсея Ланнистер     | -              | -             | -          | 10               | 2                 | ≥1         | 12       |
| Бриенна Тарт         | -              | -             | -          | 8                | -                 | ≥1         | 8        |
| Эйрон Грейджой       | -              | -             | -          | 2                | -                 | ≥1         | 2        |
| Арео Хотах           | -              | -             | -          | 1                | 1                 | ≥1         | 2        |
| Аша Грейджой         | -              | -             | -          | 1                | 3                 | ≥1         | 4        |
| Арис Окхарт          | -              | -             | -          | 1                | -                 | -          | 1        |
| Виктарион Грейджой   | -              | -             | -          | 2                | 2                 | ≥1         | 4        |
| Арианна Мартелл      | -              | -             | -          | 2                | -                 | ≥2         | 2        |
| Квентин Мартелл      | -              | -             | -          | -                | 4                 | -          | 4        |
| Джон Коннингтон      | -              | -             | -          | -                | 2                 | ≥1         | 2        |
| Мелисандра           | -              | -             | -          | -                | 1                 | ≥1         | 1        |
| Барристан Селми      | -              | -             | -          | -                | 4                 | ≥2         | 4        |
| Пролог/Эпилог        | 1/-            | 1/-           | 1/1        | 1/-              | 1/1               | 1/-        | 7        |
| Всего глав           | 73 (9)         | 70 (10)       | 82 (12)    | 46 (13)          | 73 (18)           |            | 344 (31) |

## Вымышленная вселенная

### История мира
История описываемого мира прослеживается через длинные дополнения, следующие за каждым из пяти томов, через дополнительную информацию, извлекаемую из повестей и интервью автора.
Поскольку действие саги в основном происходит в Семи Королевствах Вестероса, наиболее подробно описаны исторические события в этой части света. Вестерос — большой (размеры близки к Южной Америке) континент с древней историей, уходящей вглубь на 12 тысяч лет, где сезоны длятся годами. Первыми и исконными его жителями были Дети Леса (чьим старым богам всё ещё поклоняются на Севере) — малая раса, живущая в гармонии с природой и использующая могущественную магию.

#### Первые люди
Первые люди — цивилизация примитивных воинов, использующих бронзовое оружие и ездовых лошадей — пришли из-за моря, с восточного континента Эссос, через так называемый естественный мост (позднее уничтоженный) и вели несколько войн против Детей Леса, которые закончились Пактом Острова Лиц. Пакт гласил, что Первые Люди получают контроль над землями, а Дети Леса остаются в лесах.
Его условия были смягчены через 4 тысячи лет, после появления Иных, существ, созданных детьми леса, как оружие против первых людей. Иные продвигались на юг Вестероса, вызывая смерть и разрушения, принося ночь длиной в целое поколение и зиму, длившуюся десятилетия. В Войне Заката Иные были отброшены назад, на Север, Первыми Людьми и Детьми Лесa; чтобы не допустить их возвращения, была выстроена длинная и высокая ледяная Стена. За последующие века Дети Леса постепенно исчезли (некоторые из них стали жить в пещерах за стеной).

#### Андалы и ройнары
Андалы с восточного континента пересекли Узкое море четыре тысячи лет назад или за две тысячи лет назад, от времени событий описанных в книгах. Андалы использовали железное оружие, приручали лошадей для использования в битвах и принесли с собой Веру Семи. Они высадились в долине Аррен и через несколько столетий подчинили южные королевства. Тем не менее, они не могли захватить Север благодаря естественным преградам.
Через какое-то время в Вестеросе образовались 6 могущественных королевств: Северное Королевство, Королевство Железных Островов, Королевство Долины, Королевство Скал, Королевство Штормовых земель и Королевство Простора. Седьмое Королевство Речных земель несколько раз завоёвывалось соседями и однажды было уничтожено. Маленькие пустынные королевства дальнего юга Вестероса были раздроблены и ослаблены постоянной борьбой.
За тысячу лет до событий романа прибыло много беженцев из района реки Ройн, с восточного континента; беженцы были согнаны со своих земель натиском далёкой империи Валирия, пересекли Узкое море под предводительством королевы-воительницы Нимерии и высадились на самом юге Вестероса. Ройнары объединились с местным Лордом Морсом Мартеллом и захватили полуостров Дорн, создав ещё одно мощное королевство.

#### Эйгон-завоеватель
Пять веков спустя растущая Валирия достигла берегов Узкого моря и наладила торговые связи с Вестеросом, используя остров Драконий Камень как базу. Почти век спустя она была уничтожена ужасной катастрофой, известной как Рок Валирии. Валирийская семья, контролировавшая Драконий Камень, — Таргариены — провела следующий век, копя силы, а затем произвела стремительное вторжение в Вестерос под предводительством Эйегона Завоевателя. Несмотря на то, что их силы были малы, с ними были последние три дракона западного мира, и они использовали их, чтобы захватить континент. Шесть из семи королевств были захвачены, но Дорн сопротивлялся так ожесточённо, что Эйегон согласился предоставить ему независимость. Таргариены приняли исконную Веру Семи, но всё ещё заключали кровосмесительные браки по валирийской традиции, вразрез с вероучением и вестеросскими традициями.

### Предыстория «Песни…»
За 15 лет до начала действия романов Таргариены были лишены власти в результате гражданской войны, начатой из-за безумия и жестокости короля Эйериса Второго (по прозвищу «Безумный король»). Войска альянса нескольких Великих Домов под предводительством лорда Роберта Баратеона, лорда Джона Аррена, лорда Тайвина Ланнистера и лорда Эддарда Старка разбили армии Таргариенов, убили наследника короля, Рейегара Таргариена, и практически пресекли династию. Спастись удалось лишь младшему отпрыску короля, Визерису Таргариену, и беременной супруге Эйериса. Сам Эйерис был убит сиром Джейме Ланнистером, рыцарем своей Королевской Гвардии, которого с тех пор прозвали Цареубийцей. Жена Эйериса умерла во время родов дочери Дейенерис Таргариен, которая была ради безопасности переправлена в Вольные Города за Узким морем верными приспешниками. В это же время Роберт Баратеон занял Железный трон и женился на Серсее Ланнистер, чей отец, лорд Тайвин, захватил столицу путём предательства.

### Религиозные культы
В мире «Песни…» исповедуют множество религий. Официальная религия государства Семь Королевств — вера в Семерых богов (Отец, Матерь, Дева, Старица, Кузнец, Воин и Неведомый). Это религия андалов, принесенная ими в Вестерос тысячи лет назад с соседнего материка под названием Эссос. Вера в Семерых распространена на всей территории Семи Королевств за исключением Железных Островов, Севера и земель за Стеной. На Железных Островах преобладает вера в Утонувшего Бога. На Севере и среди одичалых за Стеной сохранилась вера в Старых богов и её придерживаются абсолютное большинство местного населения.
На Эссосе, крупном материке к востоку от Вестероса существует множество разнообразных религий. Племена кочевников дотракийцев верят в Великого Жеребца. В вольных городах жители придерживаются самых разных религий, наиболее распространена вера во Владыку Света.